# Liste der Monuments historiques in Willer-sur-Thur
Die Liste der Monuments historiques in Willer-sur-Thur führt die Monuments historiques in der französischen Gemeinde Willer-sur-Thur auf.

## Liste der Objekte
| Bezeichnung                     | Beschreibung                                                                             | Standort                       | Kennzeichnung | Schutzstatus | Datum | Bild |
| ------------------------------- | ---------------------------------------------------------------------------------------- | ------------------------------ | ------------- | ------------ | ----- | ---- |
| Josephsaltar                    | rechter Seitenaltar; Altartisch und Retabel; Stein, Gips und Stuck, farbig gefasst, 1859 | in der Kirche St-Didier (Lage) | PM68000425    | Classé       | 1984  |      |
| Hauptaltar                      | Altartisch, Retabel und Tabernakel; Stein, Gips und Stuck, farbig gefasst, 1862          | in der Kirche St-Didier (Lage) | PM68001213    | Inscrit      | 1985  |      |
| Chorgestühl und Wandvertäfelung | Eichenholz, 1858/59                                                                      | in der Kirche St-Didier (Lage) | PM68001215    | Inscrit      | 1985  |      |
| Gemälde Rosenkranzmadonna       | Ölfarbe auf Leinwand, zweite Hälfte des 18. Jahrhunderts                                 | in der Kirche St-Didier (Lage) | PM68000426    | Classé       | 1984  |      |
| Gemälde Anna Selbdritt          | Ölfarbe auf Leinwand, zweite Hälfte des 18. Jahrhunderts                                 | in der Kirche St-Didier (Lage) | PM68000427    | Classé       | 1984  |      |
| Skulptur Petrus                 | Holz, farbig gefasst, 17. Jahrhundert                                                    | in der Kirche St-Didier (Lage) | PM68000428    | Classé       | 1984  |      |
| Skulptur Paulus                 | Holz, farbig gefasst, 17. Jahrhundert                                                    | in der Kirche St-Didier (Lage) | PM68000429    | Classé       | 1984  |      |
| Prozessionskreuz                | Holz, Kupfer, Bronze, vergoldet, Bergkristall, um 1300                                   | in der Kirche St-Didier (Lage) | PM68000423    | Classé       | 1971  |      |
| Kirchenbänke                    | Wangen aus Gusseisen, 1854                                                               | in der Kirche St-Didier (Lage) | PM68000430    | Classé       | 1984  |      |
| Zwei Beichtstühle               | Eichenholz, 1859                                                                         | in der Kirche St-Didier (Lage) | PM68001214    | Inscrit      | 1985  |      |
| Marienaltar                     | linker Seitenaltar; Altartisch und Retabel; Stein, Gips und Stuck, farbig gefasst, 1859  | in der Kirche St-Didier (Lage) | PM68000424    | Classé       | 1984  |      |